# Манежная улица (Москва)
Мане́жная у́лица (до 1922 года — Негли́нная у́лица) — улица в Центральном административном округе города Москвы. Проходит от Боровицкой площади до Манежной площади, между Кремлёвской набережной и Манежной площадью параллельно им. Нумерация домов ведётся от Боровицкой площади.

## Происхождение названия
Получила название 7 июня 1922 года по зданию Манежа, вдоль бокового фасада которого улица проходит. Старое название — Неглинная улица, по протекавшей под улицей в трубе реке Неглинной.

## История
Сложилась после пожара 1812 года. Ещё в 1493 году Иван III своим указом повелел снести все строения на месте улицы. В XVII—XVIII веках москвичи закупали здесь дрова и мох для прокладки брёвен.

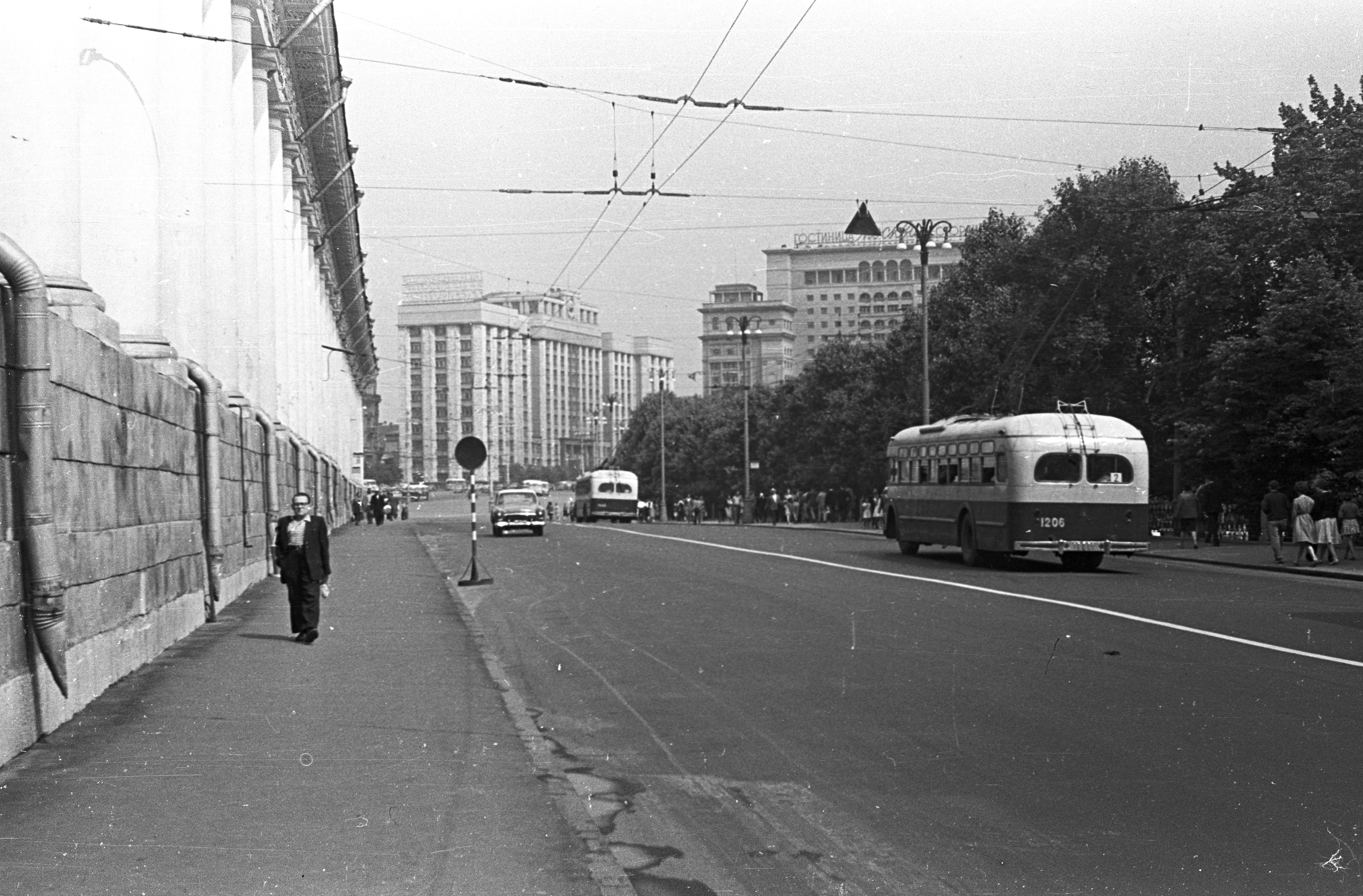
Манежная улица с троллейбусным движением, вид на восток (1963)

Застройка начала нечётной стороны улицы (дома 1-5) снесена в 1972 году, перед приездом в Москву Ричарда Никсона.

## Примечательные здания и сооружения
По нечётной стороне:
- № 7 — Здание построено в 1826 году, первоначально принадлежало директору императорских театров А. М. Гедеонову[3]. Затем перешло к полковнику Н. Н. Анненкову, у которого в гостях побывал 18 апреля 1841 года М. Ю. Лермонтов.
- № 9 — Доходный дом М. А. Егоровой-Скарчинской (О. Н. и А. С. Талызиных) (1824; в 1904 году надстроен верхними этажами (архитектор И. П. Залесский)[3]. В 1919 году в квартире № 13 на 4-м этаже поселилась сестра В. И. Ленина А. И. Ульянова-Елизарова с мужем и воспитанниками (мемориальная доска, архитектор А. Б. Гурков, 1966)[4]. В 1927 году семья Елизаровых переехала на 3-й этаж в квартиру № 11. До середины 1970-х годов в квартире проживала семья одного из воспитанников А. И. Ульяновой. С 1982 по 1992 год в обоих квартирах находился Музей-квартира А. И. Ульяновой-Елизаровой. В доме жил актёр Юрий Богатырёв[5]. С 1919 по 1920 год в этом доме жила Инесса Арманд, член коммунистической партии и революционерка (мемориальная доска)[6]
- № 11 — Здание построено в 1868 году (архитектор П. А. Герасимов), принадлежало Московской дворцовой конторе.

По чётной стороне расположен Александровский сад

## Улица в произведениях литературы и искусства
- В стихотворении поэта Юрия Ефремова (1931 год), написанном по поводу замены булыжного покрытия московских улиц на асфальтовое:

Кончается владычество

Бездарного булыжника!

Скользим мы, словно лыжники,

По сглаженности снежной,

И право, легче дышится,

Когда так плавно движемся

По шёлковой Воздвиженке,

По замшевой Манежной.